# Carfentanil
Carfentanil (4-carbomethoxyfentanyl; R 33799) is een stof met een werking analoog aan die van de synthetische opioïde fentanyl. Het effect is echter tot 100 maal sterker dan fentanyl en tot 10 000 keer krachtiger dan morfine. De stof staat in Nederland op lijst 1 van de Opiumwet en wordt daarmee geclassificeerd als harddrug. Carfentanil is een Belgische uitvinding en werd voor het eerst in 1974 gesynthetiseerd door een team chemici van Janssen Pharmaceutica in Beerse, onder wie Paul Janssen. Het wordt op de markt gebracht onder de handelsnaam Wildnil als een algemeen anestheticum voor heel grote dieren, zoals olifanten, nijlpaarden, leeuwen. Bij een overdosis kan de werking worden opgeheven door toediening van de antagonist naloxon.

## Misbruik in drugswereld
Carfentanil wordt soms versneden toegevoegd aan heroïne en andere drugs omdat het goedkoop is en een langere roes geeft, mede doordat carfentanil een van de krachtigste, zo niet de krachtigste opioïde is. Omdat een korrel (0,002 milligram) die via orale weg, ogen, luchtwegen of de huid in het lichaam terechtkomt reeds voldoende kan zijn om te sterven aan een overdosis, is deze stof moeilijk te doseren en te bewerken op een veilige manier. Vele druggebruikers in de Verenigde Staten, Australië en Canada zijn door overdosissen omgekomen; daarom hebben de Verenigde Staten sinds 1 maart 2017 de vrije handel vanuit China verboden. Ook het gevaar van contact met deze substantie door mensen van de hulpdiensten is een reden tot verbod.

## Dodelijk middel
Bij de gijzeling in het Doebrovkatheater in Moskou door Tsjetsjeense rebellen in oktober 2002 werd er door de Russische autoriteiten een aërosolvorm van carfentanil via het ventilatiesysteem het theater ingebracht. 129 van de 850 in het gebouw aanwezige gegijzelden overleden als gevolg daarvan door hypoxie.President Vladimir Poetin feliciteerde de Russische strijdkrachten met hun operatie en loofde de slachtoffers voor hun moed. 
Carfentanil in gasvorm zou volgens de Wereldgezondheidsorganisatie ingezet kunnen worden als chemisch wapen. De CIA noemde het in 2017 een perfect terreurwapen.

## Wetgeving in Europa
Fentanyl en carfentanil verwante verbindingen vallen onder de bepalingen van de Europese opiumwet.